# NumALAT
La NumALAT ou Numérisation de l'Aviation Légère de l'Armée de Terre (en France) est l'intégration des unités de l'ALAT dans le cadre plus global de la numérisation de l'espace de bataille (NEB), déclinaison du concept de Network Centric Warfare. 
Outre les aspects techniques, il s'agit de proposer aux équipages une image situationnelle[Quoi ?] commune de l'espace de bataille en implémentant des Systèmes d'Information Spatio-Temporels (SIST) dans les ordinateurs de bord des hélicoptères et aéronefs utilisés par l'ALAT.

## Sitalat
Le pion de base est donc un hélicoptère équipé Sitalat (Système d’Information Terminal de l’Alat) qui est relié au SIR (Système d’Information Régimentaire) directement ou bien en passant par le relai d’un hélicoptère de manœuvre poste de commandement (HMPC) Valorisé. Un CMD3D (Centre de Management de la Défense dans la 3e Dimension) permettra en outre d’étendre la « bulle » numérisée à l’artillerie, dans un contexte interarmes.
Les premiers exemplaires de présérie du Sitalat sont entrés en service en 2009, 6 Gazelle du 3e régiment d'hélicoptères de combat en étant équipés en novembre 2014. Les premiers exemplaires de série entrent en service en 2015. En février 2015, on prévoit l'équipement d'un total de 58 Gazelle Viviane et de 23 SA-342M, ces dernières devant être équipées de la minigun M134
..
Un premier emploi opérationnel a été fait en mai 2013 pendant la Mission Atalanta par des Gazelle embarqués à bord d'un des porte-hélicoptères de la classe Mistral puis il est déployé lors de l'opération Sangaris en République centrafricaine.
En juin 2024, il est annoncé que le SITALAT sera remplacé d'ici 2026 par le Système d’information du combat Scorpion